# オービタル・サイエンシズ
オービタル・サイエンシズ（英語: Orbital Sciences Corporation、通称OSC、またはOrbital）は、かつて存在したアメリカ合衆国の企業である。人工衛星の製造・打ち上げを行っており、また打ち上げシステムグループはミサイル防衛とも関わっていた。かつてはORBIMAGE（現GeoEye）とGPSレシーバーのMagellan lineも有していたが、タレスに売却している。バージニア州のダレスに本社を持った。
2014年4月29日に、ATK社の航空宇宙・防衛部門と対等合併することで合意し、オービタルATK社 (Orbital ATK Inc.) を新社名にすることになった。この合併は、2015年2月10日に実施された。その合併会社も2018年に、ノースロップ・グラマンに買収され、その子会社のノースロップ・グラマン・イノベーション・システムズとなった。

## 主な工場
- バージニア州 ダレス
- アリゾナ州 チャンドラー
- カリフォルニア州 オレンジ郡
- メリーランド州 グリーンベルト
- カリフォルニア州 ヴァンデンバーグ空軍基地
- バージニア州 ワロップス飛行施設

## 主要製品

### ISSへの補給
商業軌道輸送サービス (COTS) の商業補給サービス (CRS) として、19億ドルで8回の打ち上げを実施することをNASAと契約。
- シグナス 物資補給用の無人宇宙船、アンタレスロケットにより打ち上げ

### NASAの有人宇宙船の開発
- オリオンカプセルの打ち上げ脱出システム (LAS)

### 衛星打ち上げロケット

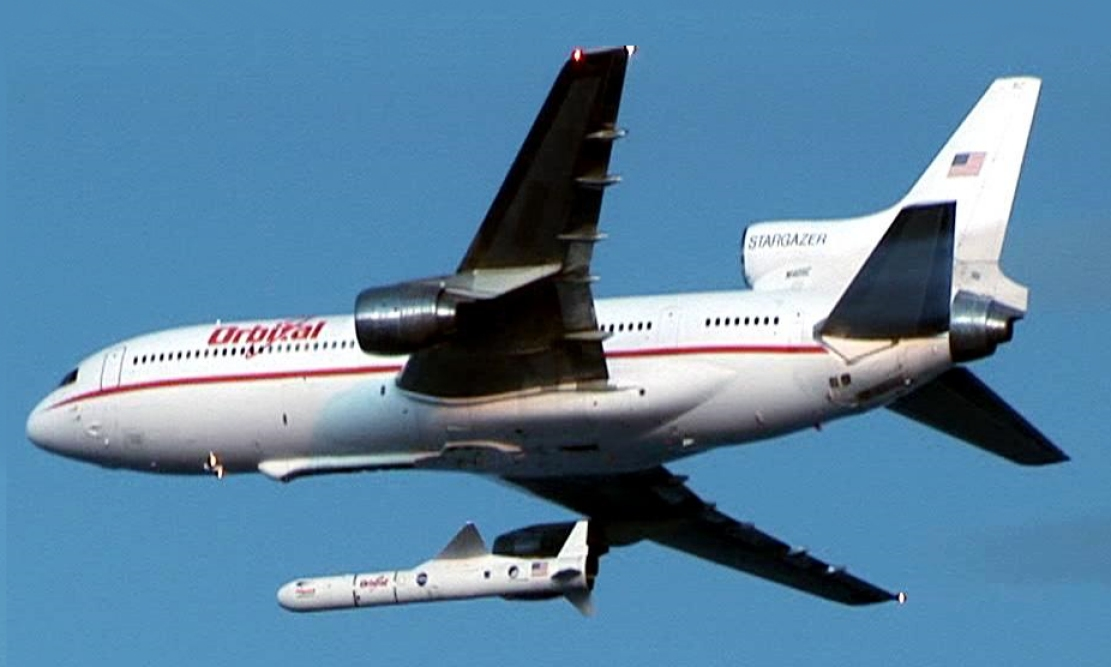
ペガサス

- ミノタウロス 固体燃料の衛星打ち上げロケット
- ペガサス 空中発射ロケット
- トーラス 4段の固体燃料ロケット
- ミノタウロスIV LG-118A ピースキーパーの衛星打ち上げバージョン
- ミノタウロスV 5段のLG-118A ピースキーパーの衛星打ち上げバージョン
- アンタレス　ケロシン/液体酸素 - 固体ロケットを使う2段あるいは3段式ロケット

### 実験機
- X-34 再使用型宇宙往還機の技術試験機
- Hyper-X
- Orbital Space Plane（英語版）

### ミサイル防衛と標的ミサイル
- Ground-Based Midcourse Defense (GMD) Orbital Boost Vehicle (OBV)
- Kinetic Energy Interceptor (KEI)
- GQM-163A Coyote（英語版）
- Target Test Vehicle (TTV)（英語版）
- ミノタウロスII
- ミノタウロスIII

### 静止軌道衛星
STAR-1, STAR-2, STAR-3衛星バスを開発し、商業通信衛星等に利用。
| - IndoStar-1 - BSAT-2a - BSAT-2b - BSAT-2c - N-Star c - Galaxy 12 - Galaxy 14 - Galaxy 15 - Telkom-2 | - Optus D1 - Optus D2 - Optus D3 - Intelsat 11 - Horizons-2 - トール5 - AMC-21 - MEASAT - NSS-9 | - Intelsat-15 - Intelsat-16 - Intelsat-18 - Koreasat-6 - AMC-5R（製造中） - FM-1（製造中） - FM-2（製造中） |  |

### 低軌道衛星

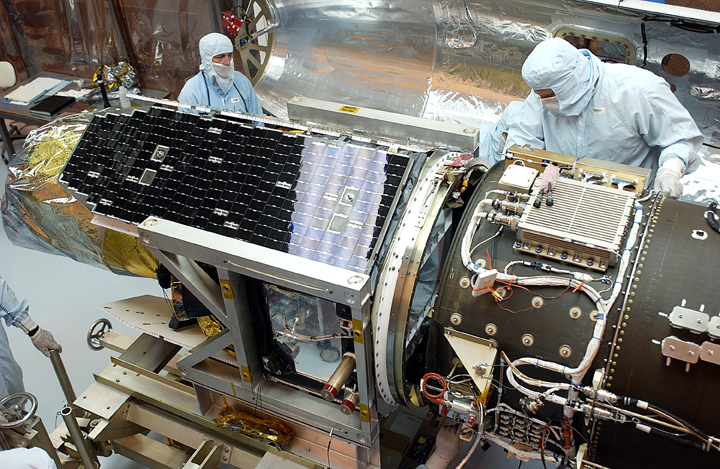
ペガサスにより打ち上げられたGALEX衛星

- DART Rendezvous Vehicle（英語版）
- GALEX
- SORCE
- DART（英語版）
- AIM
- OCO 、OCO-2
- GLORY（英語版）
- Orbcomm（英語版） Fleet
- FORMOSAT-3/COSMIC（英語版）
- NuSTAR
- Orbview
- Space Technology 8 (ST8)（中止）
- GEMS（英語版）（開発中）

### 惑星探査機
- ドーン
- IBEX

## 射場
オービタル・サイエンシズは世界各地の多数の射場を使用していた。
- カリフォルニアのヴァンデンバーグ空軍基地 (VAFB)
- フロリダのケープカナベラル空軍基地 (CCAS)
- バージニアのワロップス飛行施設 (WFF)
- アラスカのコディアック打上げ基地
- カリフォルニアのエドワーズ空軍基地
- マーシャル諸島のクェゼリン環礁
- スペインのカナリア諸島
- ハワイの太平洋ミサイル試射場 (PMRF)